# Ципін Владислав Олександрович
Владислав Олександрович Ципін (22 січня 1947 року, село Чуевка, Тамбовська область) — священнослужитель Російської православної церкви, митрофорний протоієрей, історик церкви, богослов. Доктор церковної історії, доктор церковного права, кандидат богослов'я, професор і завідувач кафедри церковно-практичних дисциплін, викладач Московської духовної академії і Стрітенської духовної семінарії, член Міжсоборної присутності Російської Православної Церкви.

## Біографія
Народився 22 січня 1947 року в селі Чуевке Жердевского району Тамбовської області.
У 1968 році закінчив романо-германське відділення філологічного факультету Московського державного університету.
З 1968 по 1969 роки — молодший науковий співробітник Науково-дослідного інституту гумових та латексних виробів.
З 1971 по 1973 роки — старший бібліотекар Бібліотеки імені Леніна. З 1973 по 1975 роки — редактор в Бібліотеці імені Леніна.
З 1976 по 1982 роки працював перекладачем у московському Центральному бюро науково-технічної інформації.
З 1982 року — позаштатний перекладач видавничого відділу Московського патріархату.
З 1 лютого 1984 року — викладач нових мов сектора заочного навчання Московської духовної академії і семінарії.
У 1985 році екстерном закінчив Московську духовну семінарію.
4 грудня 1985 року висвячений у сан диякона.
15 лютого 1986 року висвячений у сан ієрея.
У 1987 році екстерном закінчив Московську духовну академію, захистивши кандидатську дисертацію на тему «До питання про межі Церкви». 16 грудня того ж року йому присвоєно вчене звання доцента.
У грудні 1988 року затверджений на посаді відповідального секретаря учбового комітету з возведенням у сан протоієрея.
23 квітня 1997 року за працю «Церковне право. Курс лекцій» удостоєний ступеня магістра богослов'я. 12 жовтня 1998 року удостоєний наукового ступеня доктора церковної історії за працю «Історія Російської Церкви. 1917-1997» і затверджений у званні професора.
Двічі (в 1997 і 1999 роках) нагороджений Макаріївською премією.
У 2005-2007 роках — член комісії Московського патріархату по діалогу з Російської зарубіжної церквою.
10 грудня 2008 року рішенням Священного синоду призначений членом створеної тоді ж комісії з підготовки Помісного собору. Як член комісії став учасником Собору, що відбувся у січні 2009 року.
З 27 липня 2009 року член Міжсоборної присутності Російської православної церкви.
23 грудня 2009 року на зборах Московської міської єпархії був обраний Єпархіальний суд з п'яти осіб, в число яких увійшов і Владислав Ципін.

## Викладацька і наукова діяльність
Є завідувачем церковно-практичних відділенням Московської духовної академії. Викладає в Московській духовній академії і семінарії предмети: «Церковно-канонічне право», «Церковна історія» та «Історія Західної Європи». У Стрітенській Духовній Семінарії викладає «Церковно-канонічне право», «Церковну історію». В даний час — заступник голови Навчального комітету, також є головою Історико-правової комісії Руської Православної Церкви. Входить в склад Синодальних Комісій: по канонізації святих, богословської. Член редакційної колегії науково-богословського альманаху «Богословські праці» та редакційної ради «Православної енциклопедії». Науковий керівник кількох дисертацій, які захищались в Загальноцерковній аспірантурі та докторантурі. Сфера наукових інтересів: канонічне право, церковна історія, історія Росії.

## Праці
- Кандидатська дисертація: «До питання про межі Церкви», 1987 р.
- Церковне право. Курс лекцій. М.: Круглий стіл релігійної освіти у Російської Православної церкви, 1994. Вид-во МФТІ. 440 с.
- Історія Російської Православної Церкви: Синодальний період. Новітній період
- Історія Російської Православної Церкви: Синодальний період. Новітній період. 2-е изд., виправлене і доповнене
- Статті
- Прот. Ст. Ципін.  Курс церковного права.  — 2004.  — 700 с. — 5000 примірників — ISBN 5-93313-023-0.

### Велика Російська енциклопедія
- Канонізація / Бондач А. Р., Ципін В. О. прот.  // Ісландія — Канцеляризми.  — М : Велика російська енциклопедія, 2008.  — (Велика російська енциклопедія : [у 35 т.] / гол. ред. Ю. С. Осипов ; 2004-2017, т. 12).  — ISBN 978-5-85270-343-9.
- Мощі / Ципін В. О. прот.  // Монголи — Наноматеріали.  — М : Велика російська енциклопедія, 2013.  — (Велика російська енциклопедія : [у 35 т.] / гол. ред. Ю. С. Осипов ; 2004-2017, т. 21).  — ISBN 978-5-85270-355-2.

### Православна енциклопедія
- Цыпин В. А. Автономная церковь // Православная энциклопедия. — М. : Церковно-научный центр «Православная энциклопедия», 2000. — Т. I. — С. 203-204. — 752 с. — 40 000 экз. — ISBN 5-89572-006-4.
- Цыпин В. А., игум. Иннокентий (Павлов). Антонин // Православная энциклопедия. — М. : Церковно-научный центр «Православная энциклопедия», 2001. — Т. II. — С. 682-684. — 752 с. — 40 000 экз. — ISBN 5-89572-007-2.
- Цыпин В. А., Петрушко В. И. Архиерейский собор Русской православной церкви 31 марта — 5 апреля 1992 г. // Православная энциклопедия. — М. : Церковно-научный центр «Православная энциклопедия», 2001. — Т. III. — С. 552—555. — 752 с. — 40 000 экз. — ISBN 5-89572-008-0.
- Цыпин В. А., Желтов М. С., Агеева Е. А., Ореханов Г. Л. Брак // Православная энциклопедия. — М. : Церковно-научный центр «Православная энциклопедия», 2003. — Т. VI. — С. 146-181. — 752 с. — 39 000 экз. — ISBN 5-89572-010-2.
- Цыпин В. А., Пономарёв А. В. Вдовицы церковные // Православная энциклопедия. — М. : Церковно-научный центр «Православная энциклопедия», 2004. — Т. VII. — С. 354-355. — 752 с. — 39 000 экз. — ISBN 5-89572-010-2.
- Цыпин В. А. Ведомство православного исповедания // Православная энциклопедия. — М. : Церковно-научный центр «Православная энциклопедия», 2004. — Т. VII. — С. 369. — 752 с. — 39 000 экз. — ISBN 5-89572-010-2.
- Цыпин В. А. Вероисповедание // Православная энциклопедия. — М. : Церковно-научный центр «Православная энциклопедия», 2004. — Т. VII. — С. 270. — 752 с. — 39 000 экз. — ISBN 5-89572-010-2.
- Цыпин В. А. Государственная церковь // Православная энциклопедия. — М. : Церковно-научный центр «Православная энциклопедия», 2006. — Т. XII. — С. 197-202. — 752 с. — 39 000 экз. — ISBN 5-89572-017-X.
- Цыпин В. А., Бутырский М. Н., Ткаченко А. А. Диптих // Православная энциклопедия. — М. : Церковно-научный центр «Православная энциклопедия», 2007. — Т. XV. — С. 390-394. — 752 с. — 39 000 экз. — ISBN 978-5-89572-026-4.
- Цыпин В. А. Епитимия // Православная энциклопедия. — М. : Церковно-научный центр «Православная энциклопедия», 2008. — Т. XVIII. — С. 533-535. — 752 с. — 39 000 экз. — ISBN 978-5-89572-032-5.
- Цыпин В. А. Иноверцы // Православная энциклопедия. — М. : Церковно-научный центр «Православная энциклопедия», 2010. — Т. XXIII. — С. 83—85. — 752 с. — 39 000 экз. — ISBN 978-5-89572-042-4.